# Eualebra notata
Eualebra notata är en insektsart som beskrevs av Baker 1903. Eualebra notata ingår i släktet Eualebra och familjen dvärgstritar.
Artens utbredningsområde är Guatemala. Inga underarter finns listade i Catalogue of Life.